# Charles Loeser

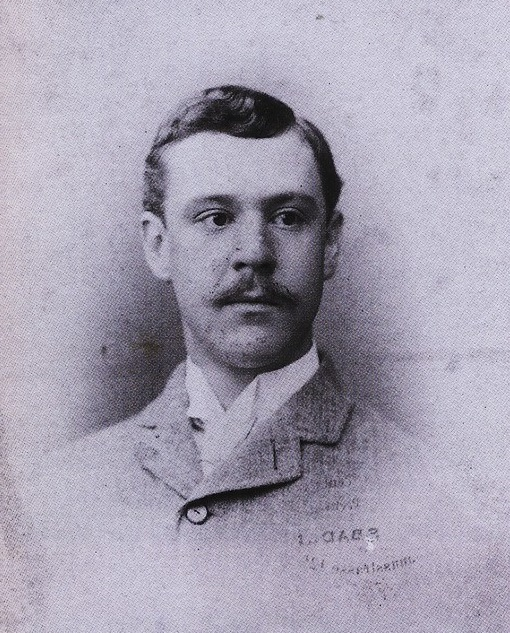
Charles Loeser

Charles Alexander Loeser (* 11. Januar 1864 in New York City; † 15. März 1928 in New York) war ein US-amerikanischer Kunstsammler und Kunsthistoriker mit deutschen Wurzeln. Einen großen Teil seiner Kunstsammlung vermachte er staatlichen Institutionen in den USA und der Stadt Florenz.

## Leben
Geboren wurde er als Sohn des deutsch-jüdischen Einwanderers und erfolgreichen Kaufhausbesitzers Frederick (oder Friedrich) Loeser. An sein Studium der Kunstgeschichte von 1882 bis 1886 an der Harvard-Universität in Boston hängte er ein zweijähriges Philosophie-Studium. Dazu besuchte er die Seminare der Philosophie-Professoren William James und Josiah Royce. Bereits in der Studienzeit begann er Bücher und Bilder zu sammeln. Im Gegensatz zur allgemeinen Gepflogenheit unter jüdischen Einwanderern verleugnete Loeser nie seine jüdische Konfession. 1888 zog es ihn in die Heimat seines Vaters, wo er die deutsche Pianistin Olga Lebert Kaufmann heiratete. Mit ihr ließ er sich zwischen 1888 und 1890 in Florenz nieder, wo er auch sein restliches Leben verbrachte.
Er arbeitete u. a. im Gabinetto Disegni e Stampe degli Uffizi, einem Fachbereich für Zeichnungen und Drucke innerhalb des Kunstmuseums der Uffizien, und in der Albertina in Wien, um Kunstsammlungen zu studieren. Nebenbei betrieb er einen kleinen Kunsthandel, war aber nicht auf dessen Einkünfte angewiesen.
Ab 1915 begann er in seinem Haus, der Villa Torri di Gattaia, Kunstwerke des Mittelalters und der Renaissance zu sammeln, wie es unter den englischsprachigen Einwanderern in Florenz üblich war. Er studierte seine Werke und erforschte sie, um die korrekte Zuordnung vornehmen zu können. Bis zu seinem Tod im Jahre 1928 stieg die Zahl der Exponate auf etwa 1000, darunter Gemälde, Skulpturen, Zeichnungen, Drucke, Münzen und Kunstgewerbe. Zu den wenigen zeitgenössischen Werken zählten einige Bilder von Cézanne. Loeser gilt als einer der Ersten, die Cézanne zu schätzen wussten.
Loeser hielt den Kontakt trotz der großen Entfernung zu seinen einstigen Weggefährten aufrecht, besuchte seine alte Heimat sogar zwei Mal. Bei seinem zweiten Aufenthalt im Jahre 1928 verstarb er an einer Lungeninfektion. Die sterblichen Überreste wurden nach Florenz überführt. Auf dem Friedhof Cimitero Evangelico agli Allori wurde ein Denkmal für ihn errichtet, eine Arbeit des Bildhauers Antonio Maraini. Als Vorlage diente dem Künstler seine Skulptur Santa Cecilia.
Zwei Jahre vor seinem Tod schrieb Loeser sein Testament, das sogenannte „Loeser Vermächtnis“. Sämtliche Drucke und Zeichnungen – 262 an der Zahl – gingen an das Fogg Art Museum der Harvard-Universität. Der amerikanische Präsident durfte sich acht Cézannes aussuchen, um Räume im Weißen Haus damit zu schmücken. Eine Liste enthielt über 30 Kunstwerke und antike Möbel, die  in den Besitz der Stadt Florenz übergehen und im Palazzo Vecchio der Öffentlichkeit präsentiert werden sollten. Aufgrund von Bauarbeiten öffnete die Ausstellung erst 1934 ihre Pforten. Die Schenkung wird seit 2004 in Form einer Stiftung (Assoziazione Charles Loeser) verwaltet. Ziel ist der Werterhalt und die Erforschung der Exponate.
2009 wurde die finanzielle Förderung auch auf die Erforschung derjenigen Kunstwerke ausgeweitet, die durch die Hinterbliebenen weiterverkauft wurden. Leider konnte bisher keine vollständige Liste der Sammlung erstellt werden, da aufgrund der Verstreuung die entsprechenden Informationen fehlen.

## Sammlung Loeser (kleine Auswahl)

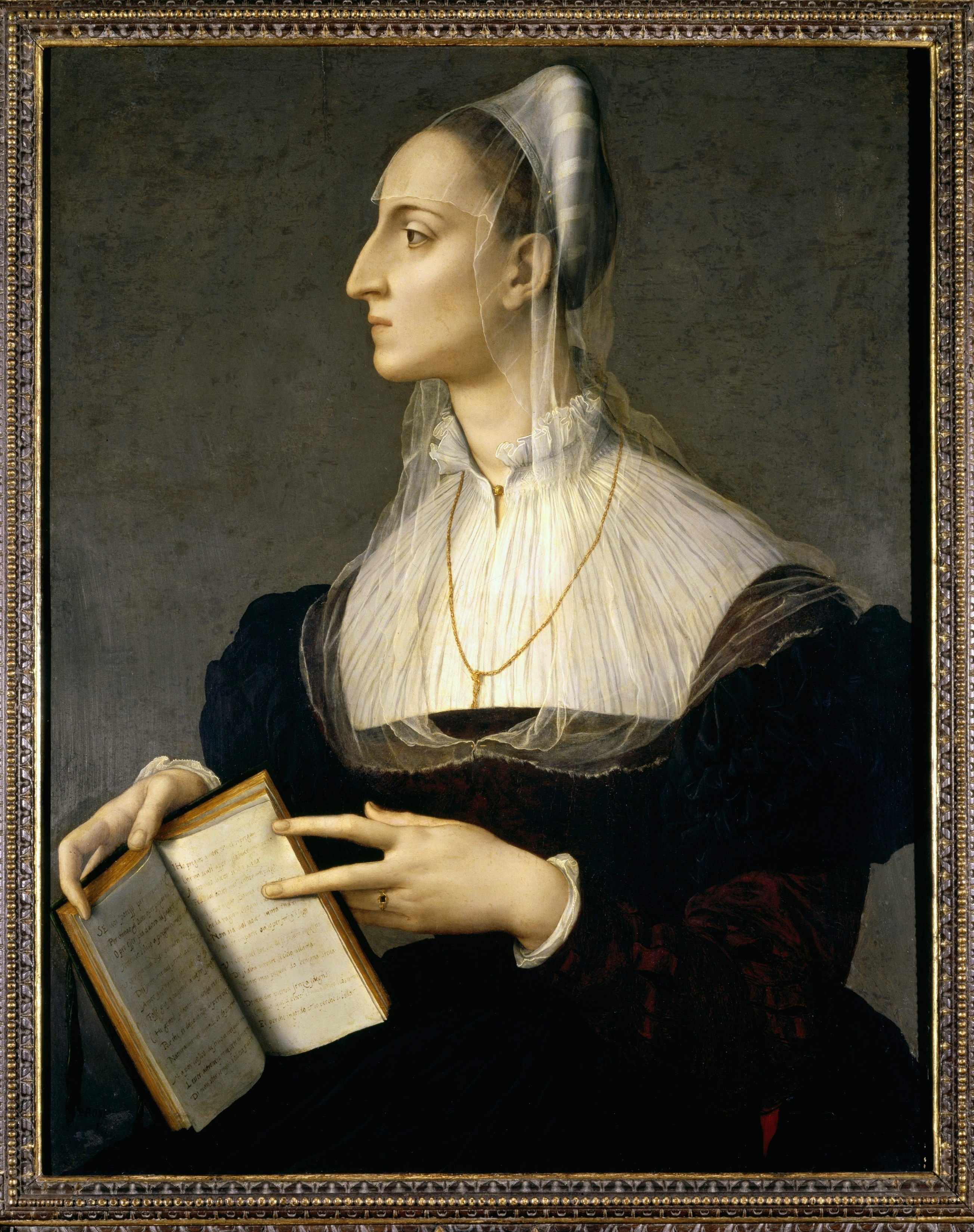
Portrait der Laura Battiferri, Agnolo Bronzino, um 1555
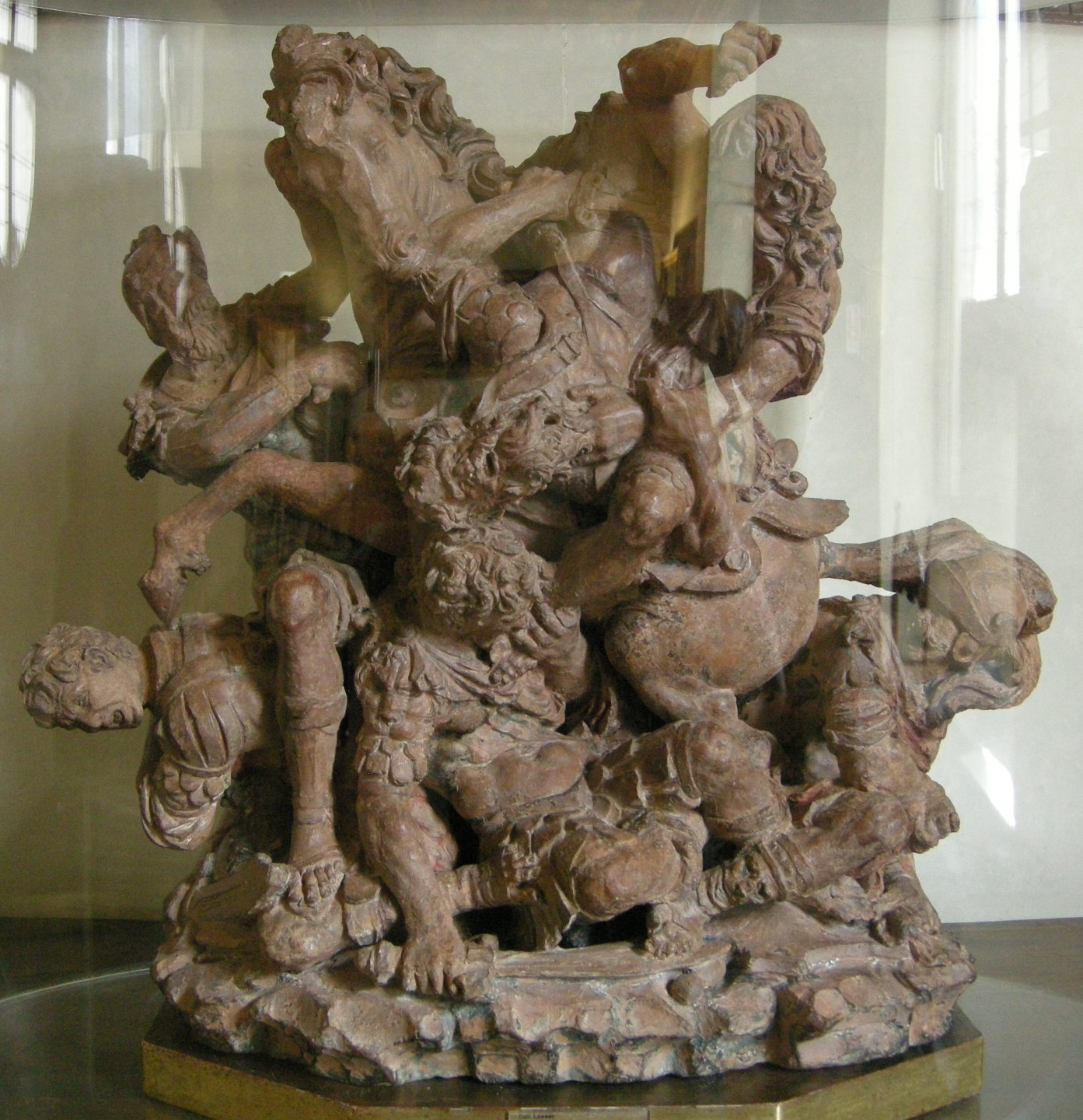
Gruppe von Kriegern, Giovanni Francesco Rustici
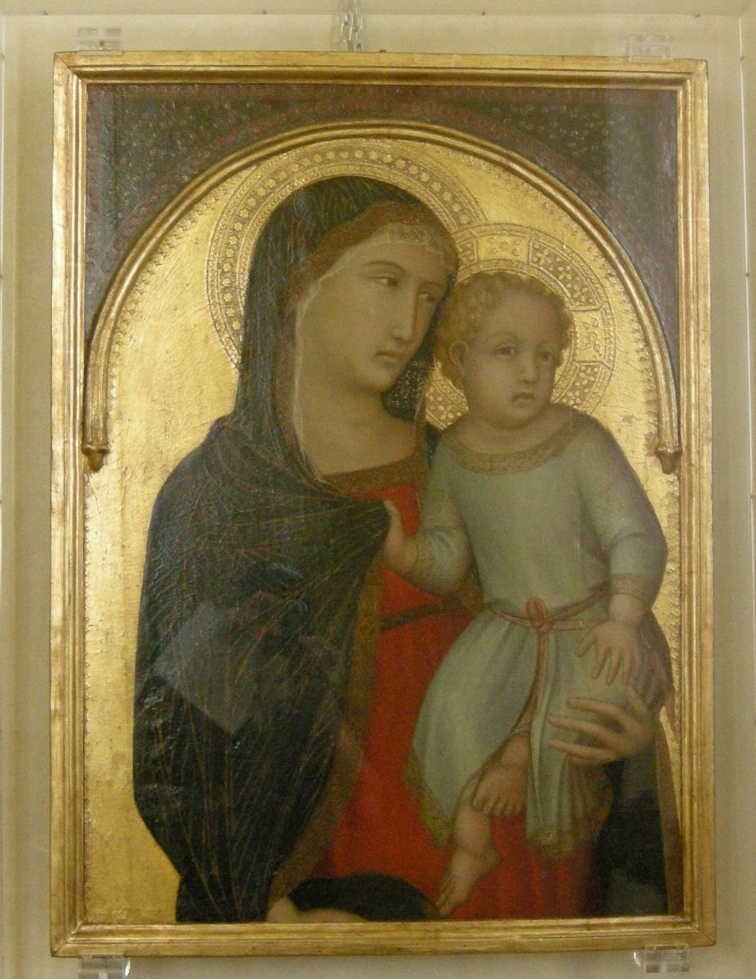
Madonna mit Kind, Pietro Lorenzetti, ca. 1350
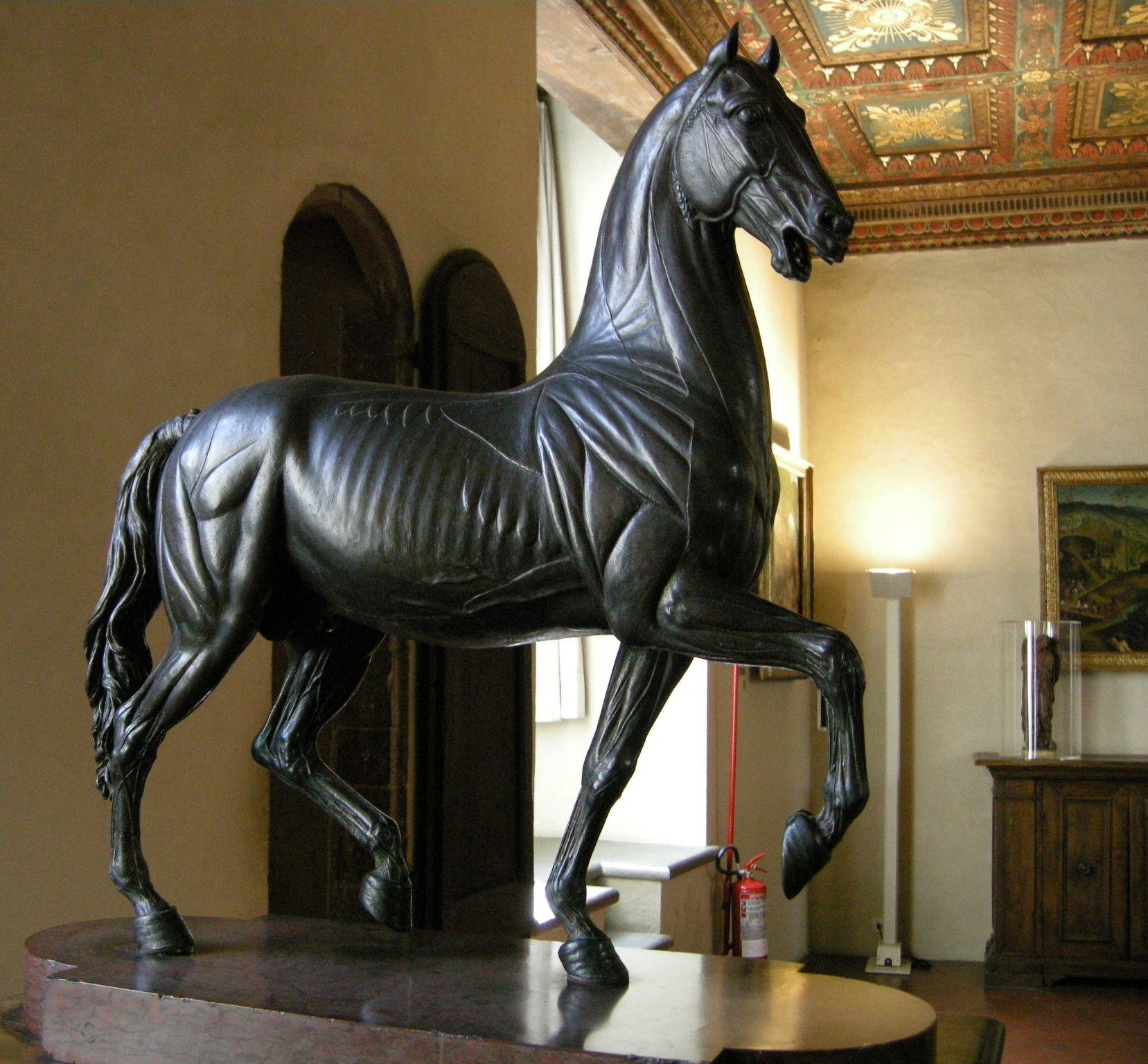
Bronze-Pferd aus Loesers Eingangshalle
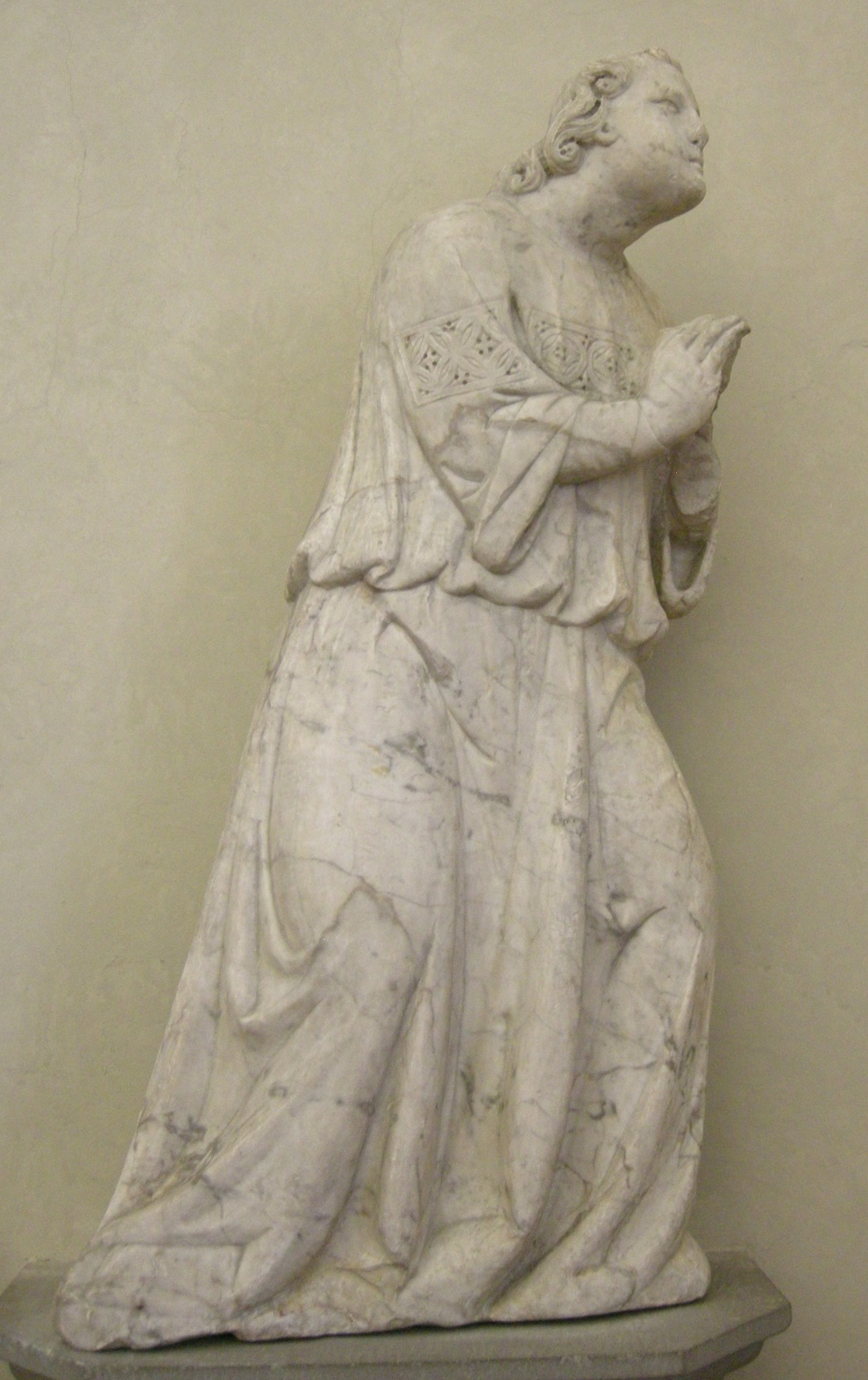
Engelsskulptur, Tino di Camaino, 1321

## Hauptquelle
- Biografie auf www.theflorentine.net